# 弗雷迪·巴恩斯
弗雷迪·巴恩斯（英語：Freddie Burns；1990年5月13日—）是一位英格蘭橄欖球運動員。他是英格蘭國家橄欖球隊的一員，代表英格蘭參加了2014年橄欖球六國賽。